# Веферлинген
Веферлинген (на немски: Weferlingen) е част от град Ебисфелде-Веферлинген в Саксония-Анхалт, Германия, създаден на 1 януари 2010 г.
Веферлинген се намира на река Алер. Има 2018 жители (към 31 декември 2011) и площ от 16,94 km².
Споменат е за пръв път като Блек (Bleck) в документ от 1239 г. През 17 век принц Фридрих II фон Хесен-Хомбург престроява замъка Веферлинген.